# Maria de Jesus
Maria de Jesus, född som Maria dos Santos den 10 september 1893, död 2 januari 2009, blev efter Edna Parkers bortgång den äldsta människan i världen fram till sin död, med en ålder på 115 år och 114 dagar. Hon gifte sig 1919, och blev sedan änka 1951. Hon födde fem barn, varav tre fortfarande är vid liv. Hon blev den sista dokumenterade personen från 1893.